# Lanzarana largeni
Lanzarana largeni é uma espécie de anfíbio da família Ranidae. É a única espécie do género Lanzarana.
É endémica da Somália.
Os seus habitats naturais são: savanas áridas, matagal árido tropical ou subtropical, campos de gramíneas subtropicais ou tropicais secos de baixa altitude, marismas intermitentes de água doce, áreas de armazenamento de água e lagoas.
Está ameaçada por perda de habitat.